# Oskar Perron
Oskar Perron   (Frankenthal, 7 de maig de 1880 - Múnic, 22 de febrer de 1975) va ser un matemàtic alemany.

## Vida i Obra
El pare de Perron era un comerciant i banquer, descendent d'una família d'hugonots francesos emigrats a Alemanya en el segle xvii. Va fer els seus estudis secundaris a Worms (uns deu quilòmetres al nord de la seva vila natal) i el 1898 va anar a la universitat de Múnic per estudiar matemàtiques, malgrat que el seu pare volia que continués amb el negoci familiar. Els següents semestres va estudiar a les universitats de Berlín, Tubinga i Göttingen. El professor que més el va influir va ser Alfred Pringsheim a Múnic. Tot i així, per defensar la seva tesi doctoral el 1902 a Múnic va tenir com a tutor Ferdinand von Lindemann. El 1906 va obtenir l'habilitació per a la docència a la universitat de Múnic.
Des de 1910 fins a 1914 va ser professor a la universitat de Tubinga i des de 1914 fins a 1922 a la de Heidelberg, excepte els anys entre 1915 i 1918 en els quals va estar mobilitzat per la Primera Guerra Mundial. El 1922 va ser nomenat per substituir el seu mestre, Pringsheim, en jubilar-se de la universitat de Múnic. Perron va ser professor d'aquesta universitat la resta de la seva vida acadèmica, fins que va ser nomenat emèrit el 1951 i va deixar definitivament la docència el 1960. A Múnic va coincidir durant forces anys amb els professors Carathéodory i Tietze, en el que es va conéixer com el triumvirat matemàtic de Múnic.
Perron va ser un dels pocs científics alemanys que, sense abandonar el seu país, es van mostrar obertament crítics amb el nazisme, juntament amb els seus col·legues Carathéodory (grec) i Tietze (austríac). Ja el 1934, quan era president de la Societat Alemanya de Matemàtics (DMV), va tenir un fort enfrontament amb Ludwig Bieberbach (el matemàtic més pro-nazi i secretari de la societat) en el meeting anual de la societat al balneari de Bad Pyrmont.
Perron té més de 200 publicacions, moltes d'elles dedicades al estudi de les equacions diferencials ordinàries i parcials. De especial rellevància és el seu llibre sobre els nombres irracionals, Irrationalzahlen, publicat el 1920 i revisat i reeditat per ell mateix quaranta anys més tard, el 1960, quan ja comptava amb vuitanta anys. També és recordat per la paradoxa que porta el seu nom i que il·lustra el perill d'assumir que la solució d'un problema d'aproximació existeix sempre:
Sigui {\displaystyle N} el nombre natural més gran; però per a tot {\displaystyle N>1}, {\displaystyle N^{2}>N} el que contradiu la definició; per tant {\displaystyle N=1}
És a dir el nombre natural més gran ha de ser ¡la unitat!